# Плоскость Тихонова
Плоскость Тихонова — пример нормального, но не вполне нормального пространства. Строится как произведение пространств ординалов {\displaystyle [0,\omega ]} и {\displaystyle [0,\omega _{1}]}, где {\displaystyle \omega } — первый счётный ординал, {\displaystyle \omega _{1}} — первый несчетный ординал.
Является хаусдорфовым компактным пространством и, следовательно, нормальным. Не является вполне нормальным, так как при удалении точки {\displaystyle (\omega ,\omega _{1})} пространство теряет свойство нормальности: для замкнутых множеств {\displaystyle [0,\omega )\times \{\omega _{1}\}} и {\displaystyle \{\omega \}\times [0,\omega _{1})} не выполняется аксиома отделимости T4. Не является совершенным, так как одноточечное подпространство {\displaystyle \{(\omega ,\omega _{1})\}} замкнуто и не представимо как счетное пересечение открытых.
Иногда плоскостью Тихонова называют то же пространство, но с выколотой точкой — {\displaystyle [0,\omega ]\times [0,\omega _{1}]\setminus \{(\omega ,\omega _{1})\}}.